# Samsung Galaxy Note II
N7100 (inna nazwa Galaxy Note II) – smartfon firmy Samsung, zaprezentowany 29 sierpnia 2012 na targach IFA w Berlinie, jako następca popularnego modelu Galaxy Note.
Pierwowzorem modelu Note II jest Galaxy S III (dla modelu Note był to Galaxy S II).
Smartfon pracuje pod kontrolą 4-rdzeniowego procesora o częstotliwości 1,6 GHz Samsung Exynos 4412 i posiada 2 GB pamięci RAM. Smartfon działa pod kontrolą Androida 4.1.1 z nakładką TouchWiz oraz możliwością uaktualnienia Androida do wersji 4.3 Jelly Bean, a potem do 4.4.2 Kitkat. Telefon umożliwia korzystanie ze specjalnego rysika, który pomaga w obsłudze wyświetlacza (5,55") o rozdzielczości 720 × 1280 px. Urządzenie występuje w dwóch wersjach kolorystycznych – biały i szary oraz w trzech wariantach pojemności telefonu – 16 GB, 32 GB, 64 GB.